# 奥塞莱特鲁瓦迈松
奥塞莱特鲁瓦迈松（法語：Ossey-les-Trois-Maisons，法語發音：[ɔsɛ lɛ tʁwa mɛzɔ̃]）是法国奥布省的一个市镇，位于该省西北部，属于塞纳河畔诺让区。该市镇的总面积为16,25平方公里，2009年时的人口为592人。

## 人口
奥塞莱特鲁瓦迈松人口变化图示
| 数据来源：INSEE |